# 61 v. Chr.
Portal Geschichte | Portal Biografien | Aktuelle Ereignisse | Jahreskalender | Tagesartikel

◄ |
2. Jahrhundert v. Chr. |
1. Jahrhundert v. Chr. |
1. Jahrhundert |
►

◄ | 80er v. Chr. | 70er v. Chr. | 60er v. Chr. | 50er v. Chr. |
40er v. Chr. |
►

◄◄ | ◄ | 64 v. Chr. | 63 v. Chr. | 62 v. Chr. | 61 v. Chr. |
60 v. Chr. |
59 v. Chr. |
58 v. Chr. |
► |
►►
Staatsoberhäupter

## Ereignisse

### Italien
Der haeduische Stammesführer und Druide Diviciacus kommt nach Rom, um dort Hilfe gegen die Sequaner zu erbitten; dabei trifft er Cicero.
Gaius Octavius, Vater des späteren Kaisers Augustus, bekleidet das Amt des Prätors, nachdem er mit der höchsten Stimmenzahl aller Kandidaten gewählt worden war.

## Geboren
- Ptolemaios XIII., ägyptischer Pharao († 47 v. Chr.)

## Gestorben
- um 61 v. Chr.: Decimus Iunius Brutus, römischer Politiker (* um 120 v. Chr.)
- um 61 v. Chr.: Quintus Lutatius Catulus, römischer Politiker